# Верона (Огайо)
Верона (англ. Verona) — селище (англ. village) в США, в округах Монтгомері і Пребл штату Огайо. Населення — 403 особи (2020).

## Географія
Верона розташована за координатами 39°54′5″ пн. ш. 84°30′22″ зх. д. / 39.90139° пн. ш. 84.50611° зх. д. (39.901324, -84.505997).  За даними Бюро перепису населення США в 2010 році селище мало площу 1,20 км², з яких 1,18 км² — суходіл та 0,02 км² — водойми.

## Демографія
Згідно з переписом 2010 року, у селищі мешкали 494 особи в 180 домогосподарствах у складі 124 родин. Густота населення становила 412 особи/км².  Було 199 помешкань (166/км²).
Расовий склад населення:
| - 98,6 % — білих |

До двох чи більше рас належало 1,4 %. Частка іспаномовних становила 0,0 % від усіх жителів.
За віковим діапазоном населення розподілялося таким чином: 25,5 % — особи молодші 18 років, 62,2 % — особи у віці 18—64 років, 12,3 % — особи у віці 65 років та старші. Медіана віку мешканця становила 37,3 року. На 100 осіб жіночої статі у селищі припадало 101,6 чоловіків;  на 100 жінок у віці від 18 років та старших — 106,7 чоловіків також старших 18 років.
Середній дохід на одне домашнє господарство  становив 56 590 доларів США (медіана — 49 219), а середній дохід на одну сім'ю — 55 691 долар (медіана — 47 969). Медіана доходів становила 40 833 долари для чоловіків та 30 893 долари для жінок. За межею бідності перебувало 16,4 % осіб, у тому числі 30,3 % дітей у віці до 18 років та 3,6 % осіб у віці 65 років та старших.
Цивільне працевлаштоване населення становило 225 осіб. Основні галузі зайнятості: виробництво — 26,2 %, освіта, охорона здоров'я та соціальна допомога — 25,3 %, роздрібна торгівля — 10,2 %, будівництво — 8,4 %.